# Noblella ritarasquinae
Noblella ritarasquinae är en groddjursart som först beskrevs av Köhler 2000.  Noblella ritarasquinae ingår i släktet Noblella och familjen Strabomantidae. IUCN kategoriserar arten globalt som otillräckligt studerad. Inga underarter finns listade i Catalogue of Life.